# The Alchemy
«The Alchemy» — песня американской певицы и автора-исполнителя Тейлор Свифт. Она была выпущена 19 апреля 2024 года на лейбле Republic Records в качестве пятнадцатого трека её одиннадцатого студийного альбома The Tortured Poets Department (2024). Песня была написана Свифт вместе с Джеком Антоноффом, который выступил сопродюсером. В этом треке, написанным в стиле поп-рок, используются обширные футбольные образы для описания зарождающегося романа после разбитого сердца.

## Предыстория
Замысел альбома возник в то время, когда личная жизнь Свифт продолжала оставаться широко освещаемой в прессе темой. Она назвала The Tortured Poets Department своим «спасательным кругом», который ей «очень нужно было» сделать.
Свифт анонсировала The Tortured Poets Department 4 февраля 2024 года на 66-й ежегодной церемонии вручения премии «Грэмми» во время своей речи в номинации «Лучший поп-вокальный альбом». Вскоре после анонса обложка альбома была опубликована на её профиле в Instagram. На сайте Свифт также появилась возможность предзаказа альбома на виниле, CD, кассете и в цифровом формате.
Republic Records выпустила его 19 апреля 2024 года; песня «The Alchemy» занимает 15-е место в трек-листе..

## Композиция
«The Alchemy» — песня в стиле поп-рок с влиянием R&B в инструментарии, состоящая из эха ударных и многослойного вокала.. Уилл Ходжкинсон из The Times написал, что у неё «мечтательное, романтичное» исполнение. В тексте песни используются многочисленные футбольные образы для описания начала новых отношений. Шеннон Карлин из Time написала, что размещение трека в конце стандартного альбома показывает, что героиня Свифт готова «снова бороться с этим новым единственным в своём роде парнем» после подробного описания бывших любовников в предыдущих треках («Эти парни греют скамейки/ Мы были на победной полосе»). Лорен Хафф из Entertainment Weekly согласилась, сказав, что «The Alchemy», размещённая после «песен о душевной боли, настолько сильной, что Свифт сравнивает её с „остановкой сердца“ в эпилоге», сигнализирует о «хорошем виде» безумия, о влюблённости. Героиня Свифт говорит своему новому возлюбленному, что готова полностью посвятить себя ему («So when I touch down/ Call the amateurs and cut 'em from the team») и признаёт, что у неё нет другого выбора («Honestly, who are we to fight the alchemy?»). В песне также присутствуют детали победы возлюбленного в футбольном матче («Shirts off, and your friends lift you up, over their heads»). В бридже героиня Свифт заявляет: «Где же трофей? Он просто приходит, подбегая ко мне». Многие издания интерпретировали песню «The Alchemy» как рассказ об отношениях Свифт с футболистом Трэвисом Кёлсом.

## Отзывы
Некоторые критики, такие как Спенсер Корнхарбер из The Atlantic, Карл Уилсон из Slate, и Джон Вольмахер из Beats Per Minute, сочли футбольные образы в тексте слабыми, «ужасными» и «выброшенными», но Вольмахер оценил постановку как «[спокойную] и элегантную» и сказал, что «настроение композиции» компенсирует текст. Ходжкинсон дал песне пятизвёздочную оценку: «Она превосходна — эпическая, но интимная, как финальная сцена в блокбастере».

## Участники записи
По данным Tidal.
- Тейлор Свифт — вокал, автор, продюсер
- Джек Антонофф — продюсер, автор

## Чарты
| Чарт (2024) | Высшая позиция |
| ----------- | -------------- |